# Glycaspis mirabilis
Glycaspis mirabilis är en insektsart som beskrevs av Moore 1961. Glycaspis mirabilis ingår i släktet Glycaspis och familjen rundbladloppor. Inga underarter finns listade i Catalogue of Life.